# Città di Castello
Città di Castello [tʃitˈta di kaˈstɛllo] es una localidad y comune italiana de la provincia de Perugia, región de Umbría, con 40.303 habitantes. Durante la Edad Media y el renacimiento fue dominio de la poderosa familia Vitelli.

## Evolución demográfica
| Gráfica de evolución demográfica de Città di Castello entre 1861 y 2001 |
|                                                                         |
| Fuente ISTAT - elaboración gráfica de Wikipedia                         |

## Fracciones
Antirata, Astucci, Badiali, Badia Petroia, Barzotti, Bivio Canoscio, Baucca, San Martino d'Upò, Belvedere, Bisacchi, Bonsciano, Caifirenze, Candeggio, Canoscio, Capitana, Celle, Cerbara, Cinquemiglia, Colcello, Coldipozzo, Cornetto, Croce di Castiglione, Fabbrecce, Fiume, Fraccano, Grumale, Lerchi, Lugnano, Madonna di Canoscio, Marchigliano, Montemaggiore, Monte Ruperto, Morra, Muccignano, Nuvole, Palazzone, Petrelle, Piosina, Promano, Riosecco, Roccagnano, Ronti, Rovigliano, San Leo Bastia, San Biagio del Cornetto, San Lorenzo Bibbiana, San Maiano, San Martín Pereto, San Martino di Castelvecchio, San Pietro a Monte, San Secondo, Santa Lucía, Santo Stefano Del Piano, Scalocchio, Seripole, Terme di Fontecchio, Titta, Trestina, Uppiano, Userna, Valdipetrina, Vallurbana, Vingone, Volterrano

## Personajes
- Celestino II (1100-1144), papa de la Iglesia católica.
- Oddo Fortebraccio (antes de 1410-1425), condottiero, soldado de fortuna.
- San Florido (520-599), santo, obispo, patrono de la ciudad.
- Monica Bellucci (1964), actriz y modelo.
- Catrano Catrani (1910-1973), director de cine argentino.
- Ivo Baldi Gaburri (1947-2021). Religioso, miembro de la Operación Mato Grosso, Obispo de Huari, Perú.
- Michele Bravi (1994), cantante italiano.